# 4916 Brumberg
4916 Brumberg este un asteroid din centura principală, descoperit pe 10 august 1970 de Observatorul din Crimeea.